# Som källor utan vatten
Som källor utan vatten är en psalm med text skriven 1964 av Anders Frostenson. Musiken är från Finland, en folklig  variant från Kuortane av melodin till psalmen "Den sommartid nu kommer".

## Publicerad i
- 1986 års psalmbok som nr 590 under rubriken "Tillsammans i världen". (Texten i denna version är försedd med copyright)